# Českomoravská liga
Českomoravská liga byla hokejová ligová soutěž hraná na území Protektorátu Čechy a Morava v letech 1939–1944.

## Sezóna 1939/40
Základem ligy byla župní mistrovství. Vítězové 10 žup a dvou oblastí středočeské župy byli rozděleni do čtyř skupin po třech mužstvech, vítězové těchto skupin sehráli závěrečnou soutěž o titul systémem jednokolově každý s každým.
Z čistě sportovního hlediska se žádné velké překvapení nekonalo: mužstvo LTC Praha potvrdilo svou předválečnou převahu a s přehledem zvítězilo.
| Poř. | Tým                      | Zápasy | Výhry | Remízy | Porážky | Skóre | Body |
| ---- | ------------------------ | ------ | ----- | ------ | ------- | ----- | ---- |
| 1.   | LTC Praha                | 3      | 3     | 0      | 0       | 22:2  | 6    |
| 2.   | SK Horácká Slavia Třebíč | 3      | 2     | 0      | 1       | 8:12  | 4    |
| 3.   | AC Sparta Praha          | 3      | 1     | 0      | 2       | 3:3   | 2    |
| 4.   | ČSK Vítkovice            | 3      | 0     | 0      | 3       | 1:17  | 0    |

### Nejlepší střelci
- Josef Maleček (LTC Praha) – 6 gólů
- František Pergl (LTC Phaha) – 6 gólů
- Oldřich Kučera (LTC Praha) – 4 gólů
- Vladimír Bouzek (SK Horácká Slavia Třebíč)– 3 gólů
- Oldřich Hurych (LTC Praha) – 2 gólů
- Karel Polák (SK Horácká Slavia Třebíč) – 2 gólů

## Sezóna 1940/41
Základem ligy byla opět župní mistrovství. Vítězové 13 žup a tří oblastí středočeské župy hráli Svazový pohár, 6 nejlepších z této soutěže hrálo závěrečnou soutěž o titul systémem jednokolově každý s každým.
Překvapením bylo vítězství I. ČLTK Praha nad dosud neporazitelným LTC Praha 2:1, čímž získal I. ČLTK Praha jediný mistrovský titul v historii.
| Poř. | Tým                      | Zápasy | Výhry | Remízy | Porážky | Skóre | Body |
| ---- | ------------------------ | ------ | ----- | ------ | ------- | ----- | ---- |
| 1.   | I. ČLTK Praha            | 5      | 5     | 0      | 0       | 28:4  | 10   |
| 2.   | LTC Praha                | 5      | 4     | 0      | 1       | 36:3  | 8    |
| 3.   | AC Sparta Praha          | 5      | 3     | 0      | 2       | 10:12 | 6    |
| 4.   | SK Horácká Slavia Třebíč | 5      | 2     | 0      | 3       | 7:20  | 4    |
| 5.   | ČSK Vítkovice            | 5      | 1     | 0      | 4       | 5:12  | 2    |
| 6.   | SK Velké Popovice        | 5      | 0     | 0      | 5       | 3:38  | 0    |

### Nejlepší střelci
- Miroslav Sláma (I. ČLTK Praha) – 9 gólů
- Milan Plocek (LTC Praha) – 9 gólů
- Jaroslav Drobný (I. ČLTK Praha) – 8 gólů
- Vladimír Zábrodský (LTC Praha) – 7 gólů
- František Pergl (LTC Praha) – 6 gólů

## Sezóna 1941/42
6 účastníků spolu hrálo systémem jednokolově každý s každým.
Místo sestupujícího SK Velké Popovice hrál vítěz Svazového poháru AC Stadion České Budějovice – byl tak zaveden přímý sestup z ligy a kvalifikace o postup do ligy.
| Poř. | Tým                         | Zápasy | Výhry | Remízy | Porážky | Skóre | Body |
| ---- | --------------------------- | ------ | ----- | ------ | ------- | ----- | ---- |
| 1.   | LTC Praha                   | 5      | 5     | 0      | 0       | 24:4  | 10   |
| 2.   | I. ČLTK Praha               | 5      | 4     | 0      | 1       | 22:7  | 8    |
| 3.   | AC Sparta Praha             | 5      | 2     | 1      | 2       | 12:17 | 5    |
| 4.   | ČSK Vítkovice               | 5      | 2     | 0      | 3       | 6:8   | 4    |
| 5.   | AC Stadion České Budějovice | 5      | 1     | 1      | 3       | 10:20 | 3    |
| 6.   | SK Horácká Slavia Třebíč    | 5      | 0     | 0      | 5       | 3:21  | 0    |

### Nejlepší střelci
- Jaroslav Drobný (I. ČLTK Praha) – 9 gólů
- Oldřich Kučera (LTC Praha – 7 gólů
- Vladimír Zábrodský (LTC Praha) – 5 gólů

## Sezóna 1942/43
6 účastníků spolu hrálo jednokolově systémem každý s každým.
Místo sestupujícího SK Horácká Slavia Třebíč hrál vítěz Svazového poháru SK Podolí.
Mužstva LTC Praha a I. ČLTK Praha nebyla v soutěži poražena.
| Poř. | Tým                         | Zápasy | Výhry | Remízy | Porážky | Skóre | Body |
| ---- | --------------------------- | ------ | ----- | ------ | ------- | ----- | ---- |
| 1.   | LTC Praha                   | 5      | 4     | 1      | 0       | 21:2  | 9    |
| 2.   | I. ČLTK Praha               | 5      | 3     | 2      | 0       | 20:4  | 8    |
| 3.   | AC Sparta Praha             | 5      | 2     | 1      | 2       | 11:8  | 5    |
| 4.   | SK Podolí                   | 5      | 1     | 2      | 2       | 8:15  | 4    |
| 5.   | AC Stadion České Budějovice | 5      | 1     | 1      | 3       | 7:19  | 3    |
| 6.   | ČSK Vítkovice               | 5      | 0     | 1      | 4       | 2:21  | 2    |

### Nejlepší střelci
- Jaroslav Drobný (I. ČLTK Praha) – 6 gólů
- Stanislav Konopásek (LTC Praha) – 5 gólů
- František Žák (SK Podolí) – 4 gólů
- Vladimír Zábrodský (LTC Praha) – 4 gólů

## Sezóna 1943/44
6 účastníků spolu hrálo jednokolově systémem každý s každým.
Místo sestupujícího ČSK Vítkovice hrál vítěz Svazového poháru SK Libeň.
Jednalo se o poslední sehraný ročník soutěže.
| Poř. | Tým                         | Zápasy | Výhry | Remízy | Porážky | Skóre | Body |
| ---- | --------------------------- | ------ | ----- | ------ | ------- | ----- | ---- |
| 1.   | LTC Praha                   | 5      | 5     | 0      | 0       | 34:5  | 10   |
| 2.   | I. ČLTK Praha               | 5      | 4     | 0      | 1       | 19:8  | 8    |
| 3.   | SK Podolí                   | 5      | 3     | 0      | 2       | 18:17 | 6    |
| 4.   | AC Sparta Praha             | 5      | 2     | 0      | 3       | 14:20 | 4    |
| 5.   | AC Stadion České Budějovice | 5      | 1     | 0      | 4       | 8:24  | 2    |
| 6.   | SK Libeň                    | 5      | 0     | 0      | 5       | 6:25  | 0    |

### Nejlepší střelci
- Vladimír Zábrodský (LTC Praha) – 9 gólů
- Milan Matouš (I. ČLTK Praha) – 8 gólů
- Stanislav Konopásek (LTC Praha) – 7 gólů
- Václav Roziňák (SK Podolí) – 7 gólů
- Ladislav Troják (LTC Praha) – 6 gólů
- Vladislav Müller (LTC Praha) – 5 gólů

## Sezóna 1944/45
Pro tuto sezónu proběhla poměrně složitá kvalifikace, neboť se plánovalo rozšíření ligy na 8 účastníků. Účast mělo zajištěnu prvních 5 mužstev z minulého ročníku, o zbylá 3 místa se bojovalo v kvalifikaci. Soutěž však nebyla sehrána kvůli válečným událostem.
Bylo plánováno rozšířit soutěž na 8 účastníků:
| Poř. | Tým                         |
| ---- | --------------------------- |
| 1.   | LTC Praha                   |
| 2.   | I. ČLTK Praha               |
| 3.   | SK Podolí                   |
| 4.   | AC Sparta Praha             |
| 5.   | AC Stadion České Budějovice |
| 6.   | SK Prostějov                |
| 7.   | HC Stadion Praha            |
| 8.   | DSK Tábor                   |

## Celkový přehled
| Klub             | Sezon | 1939/40          | 1940/41          | 1941/42          | 1942/43          | 1943/44          | Z  | V  | R | P  | VB  | OB |
| ---------------- | ----- | ---------------- | ---------------- | ---------------- | ---------------- | ---------------- | -- | -- | - | -- | --- | -- |
| LTC Praha        | 5     | zlatá medaile    | stříbrná medaile | zlatá medaile    | zlatá medaile    | zlatá medaile    | 23 | 21 | 1 | 1  | 137 | 16 |
| Sparta Praha     | 5     | bronzová medaile | bronzová medaile | bronzová medaile | bronzová medaile | 4.               | 23 | 10 | 2 | 11 | 50  | 60 |
| I. ČLTK Praha    | 4     |                  | zlatá medaile    | stříbrná medaile | stříbrná medaile | stříbrná medaile | 20 | 16 | 2 | 2  | 89  | 23 |
| Vítkovice        | 4     | 4.               | 5.               | 4.               | 6.               |                  | 18 | 3  | 1 | 14 | 14  | 58 |
| České Budějovice | 3     |                  |                  | 5.               | 5.               | 5.               | 15 | 3  | 2 | 10 | 25  | 63 |
| Třebíč           | 3     | stříbrná medaile | 4.               | 6.               |                  |                  | 13 | 4  | 0 | 9  | 18  | 53 |
| Podolí (Praha)   | 2     |                  |                  |                  | 4.               | bronzová medaile | 10 | 4  | 2 | 4  | 26  | 32 |
| Libeň (Praha)    | 1     |                  |                  |                  |                  | 6.               | 5  | 0  | 0 | 5  | 6   | 25 |
| Velké Popovice   | 1     |                  | 6.               |                  |                  |                  | 5  | 0  | 0 | 5  | 3   | 38 |